# Eddie Lovett
Eddie Lovett (né le 25 juin 1992 à Miami) est un athlète américain concourant pour les Îles Vierges, spécialiste du 110 mètres haies.

## Biographie
En 2011, Eddie Lovett remporte le titre du 110 m haies des championnats panaméricains juniors, à Miramar en Floride, dans le temps de 13 s 14 (haies de 0,99 m).
Le 20 mars 2016, Lovett se classe 7e du 60 m haies lors des championnats du monde en salle de Portland en 7 s 75.

## Palmarès
| Date | Compétition                        | Lieu     | Résultat | Épreuve     | Temps   |
| ---- | ---------------------------------- | -------- | -------- | ----------- | ------- |
| 2011 | Championnats panaméricains juniors | Miramar  | 1er      | 110 m haies | 13 s 14 |
| 2013 | Universiade                        | Kazan    | 1er      | 110 m haies | 13 s 43 |
| 2015 | Championnats NACAC                 | San José | 3e       | 110 m haies | 13 s 31 |
| 2016 | Championnats du monde en salle     | Portland | 7e       | 60 m haies  | 7 s 75  |

## Records
| Épreuve             | Performance | Lieu         | Date        |
| ------------------- | ----------- | ------------ | ----------- |
| 60 m haies en salle | 7 s 50      | Fayetteville | 9 mars 2013 |
| 110 m haies         | 13 s 31     | San José     | 8 août 2015 |